# Chapeau el « esmirriau »
Chapeau el « esmirriau » (français : Fafa le fascinateur) est une bande dessinée espagnole illustrée par Francisco Ibáñez, et le sixième volume de la série Mortadel et Filémon, éditée en France à partir de 1970.

## Synopsis
Mortadel et Filemon sont chargés de garder une pièce égyptienne de très grande valeur mais ils se font cambrioler par le bandit Chapeau el esmirriau. Après avoir essayé de le capturer, ils se rendent compte que le chapeau du bandit est truffé de gadgets allant de simples mains articulées à un canon en passant par un hélicoptère. L'album raconte leurs tentatives de capture.